# Evandro (figlio di Priamo)

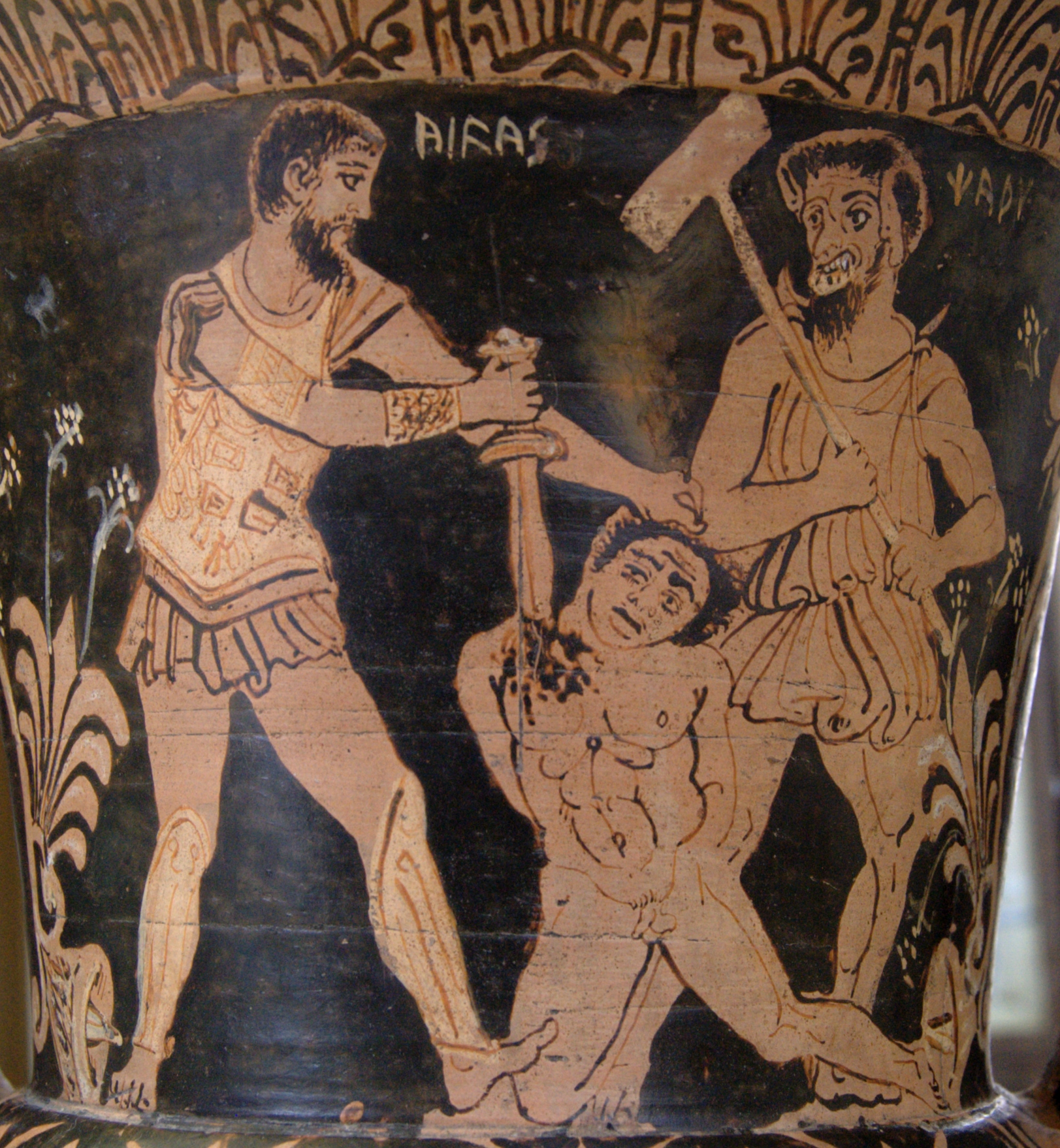
Achille, alla presenza di Caronte, sacrifica un prigioniero troiano. Zona A da ima cratere-kylix etrusco a figure rosse, fine del IV secolo a.C., Parigi, Musée du Louvre.

Nella mitologia greca, Evandro era uno dei figli di Priamo, re di Troia al tempo della guerra di Troia e appare come un personaggio minore nei poemi posteriori all'Iliade di Omero. Gli unici autori a parlare di lui sono lo Pseudo-Apollodoro nella sua Biblioteca, Ditti Cretese e Gaio Giulio Igino nelle Fabulae.

## Periodo storico
Le date fornite per la guerra da Eratostene, la collocano all'incirca tra il 1194-1184 a.C.
Gli studiosi moderni che sostengono la storicità della guerra di Troia, sono propensi a datarla alla fine della tarda età del Bronzo, generalmente tra il 1300 e il 1180 a.C., ovvero tra la fine della fase urbanistica di Troia VI e la fine di quella indicata come Troia VIIa. Entrambe le fasi si conclusero con un disastroso incendio
Secondo Barry Strauss, ad esempio, essa può collocarsi luogo in un'epoca compresa tra il 1230 e il 1180 a.C., con una probabile preferenza per l'ultimo trentennio. 
Al 1180 a.C. circa viene datato l'incendio che colpì la città di Troia VIIa e le cui evidenze si devono agli scavi compiuti da Manfred Korfmann negli anni ottanta.

## Parentela
Verso la fine dell'Iliade, Priamo dice ad Achille: «Cinquanta ne avevo quando vennero i figli dei Danai. E diciannove venivano tutti da un seno, gli altri, altre donne me li partorirono in casa: ma Ares furente ha sciolto i ginocchi di molti…» Evandro era uno dei suoi cinquanta figli ma Omero non fa menzione di lui nell'Iliade; nessuna informazione tantomeno ci viene assegnata sul nome e le origini di sua madre. Per questo motivo, Evandro è un personaggio del tutto sconosciuto e la sua presenza nella letteratura è limitata a brevissime comparse, perlopiù negli elenchi genealogici.
Apollodoro di Atene riferisce che Priamo ebbe nove figli e quattro figlie da Ecuba (i figli erano Ettore, Paride, Deifobo, Eleno, Pammone, Polite, Antifo, Ipponoo e Polidoro, mentre le figlie Creusa, Laodice, Polissena e la profetessa Cassandra), e nomina altri trentotto figli generati con altre donne, tra i quali Troilo, Ippotoo, Gorgitione e lo stesso Evandro.
Nella Fabulae di Gaio Giulio Igino, precisamente nella favola 90, la quale consiste nell'elenco dei "I cinquanta figli di Priamo", Evandro viene incluso.

## Vicenda
Evandro viene menzionato nel poema di Ditti Cretese, al libro terzo; dopo la morte di Ettore, gli eroi achei Diomede e Aiace Telamonio fecero numerosi prigionieri.
La sua sorte non viene specificata più di tanto; per onorare la memoria di Patroclo, suo amico, Achille condusse dodici prigionieri sull'altare sacrificale, dove li sgozzò uno dopo l'altro. Oltre a Piso e ad Evandro anche altri illustri nobili troiani, si racconta, morirono sull'altare.